# Norma Tanega
Norma Cecilia Tanega (* 30. November 1939 in Vallejo, Kalifornien; † 29. Dezember 2019 in Claremont, Kalifornien) war eine US-amerikanische Folk-Sängerin, Komponistin und Texterin. Bekannt wurde sie im Jahr 1966 durch ihren später mehrfach gecoverten Hit Walking My Cat Named Dog. Infolge der Verwendung ihres Titels You’re Dead als Soundtrack der neuseeländischen Comedy-Serie What We Do In The Shadows (vorher 5 Zimmer Küche Sarg) wurde sie ab dem Jahr 2014 erneut international bekannt.

## Leben
Tanega wurde am 30. November 1939 in Vallejo (Kalifornien) geboren. Sie wuchs in Long Beach auf. Ihr Vater war Musiker bei der US Navy. Tanega war bereits als Kind künstlerisch interessiert, malte, spielte Klavier und brachte sich selbst das Gitarrespielen bei. Sie machte ihren Abschluss in Kunst an der Graduate School in Claremont und zog anschließend nach Manhattan. Ihre im Jahr 1966 veröffentlichte Single, Walking My Cat Named Dog, erreichte Platz 22 in der Billboard Hot 100. Der Song wurde Titeltrack des gleichnamigen Albums.
Während der 1960er und 1970er Jahre hatte Tanega eine längere Beziehung mit der britischen Sängerin Dusty Springfield. Während dieser Zeit lebte sie in London. Tanega verfasste Songs für Springfield, beispielsweise Go my love, No stranger am I oder Earthbound Gypsy, und nahm ihr Album I Don’t Think It Will Hurt If You Smile auf, das im Jahr 1971 erschien. Nach fünf Jahren beendete sie die als schwierig empfundene Beziehung und kehrte in die Vereinigten Staaten zurück.
Im Jahr 1972 erwarb Tanega gemeinsam mit der Kulturwissenschaftlerin Diane Divelbess ein Haus in Claremont. Nach ihrer Rückkehr nach Kalifornien widmete Tanega sich hauptsächlich der Malerei und unterrichtete Musik, englische Sprache und Kunst, unter anderem an der California Polytechnic State University, wo auch Divelbess unterrichtete. Zudem realisierte sie Projekte mit anderen Musikern. Während der 1980er Jahre war sie Mitglied der experimentell ausgerichteten Musikgruppe Ceramic Ensemble, die auf Keramikinstrumenten musizierte. In den 1990er Jahren gründete sie mit Mike Henderson das Duo Hybrid Vigor, das im Jahr 1996 ein Album veröffentlichte und zum Trio wurde, als in den 2000ern Rebecca Jamm zur Gruppe stieß. Ab 1998 trat sie gemeinsam mit dem Keyboarder Robert Grajeda als Latin Lizards auf. Das Duo verband Folk-Elemente mit Jazz und Pop, wobei sich Tanega auf Percussion und Gesang beschränkte.
Tanega starb am 29. Dezember 2019 im Alter von 80 Jahren in Claremont, Kalifornien. Nach Auskunft ihres Anwalts litt Tanega an Darmkrebs.

## Musik
Tanegas Musikstil war stärker vom Blues geprägt als von den Folk-Interpreten ihrer Zeit. In ihrer Interpretation dominierte in den frühen Jahren der eindringliche Gesang, unterbrochen von gelegentlichem Mundharmonikaspiel. Die von ihr selbst gespielte Gitarre hatte dabei einen stark perkussiven, fast rockigen und keinen melodiösen Charakter. Im Gegensatz zu anderen Folk-Interpreten nutzte Tanega auch elektrische Gitarren. In ihre Kompositionen band sie druckvolle Gitarrenläufe ein, verzichtete aber auf elaboriertes Fingerpicking oder Soli. In späteren Jahren ließ sie zunehmend experimentelle Elemente in ihre Musik einfließen. Tanega kommentierte ihre Position in der Musikszene der 1960er und 1970er Jahre ironisch: „Die Folker mögen mich nicht und die Rock’n Roller mögen mich nicht“.

### Rezeption
Tanegas Hit-Single Walking My Cat Named Dog wurde von diversen Künstlern gecovert, so beispielsweise von der Indie-Rock-Band Yo La Tengo, die das Stück in ihr Repertoire aufnahm. Die Pop-Country-Band Dr. Hook nahm den Song für das dreiteilige Album Pleasure and Pain: The History of Dr Hook auf, das im Jahr 1996 erschien. Die experimentierfreudige Folk-Jazz-Band They Might Be Giants coverte Walking my Cat named Dog im Jahr 2013. Das Stück ist Teil des Albums Why?, das im Jahr 2015 erschien und speziell für Kinder konzipiert ist. Die Nutzung ihres Songs You’re Dead durch Taika Waititi in der Titelsequenz seines im Jahr 2014 erschienenen Comedy-Films What We Do In The Shadows (deutsch: „5 Zimmer Küche Sarg“) über eine Vampir-WG im heutigen Wellington belebte das Interesse an Tanegas Musik erneut. Eine Remix-Version des Stücks wurde auch für die anschließende gleichnamige amerikanische Serie What We Do in the Shadows genutzt, die im Jahr 2019 veröffentlicht wurde.

### Werke (Alben)
- Walking My Cat Named Dog (1966)
- I Don’t Think It Will Hurt If You Smile (1971)
- Hybrid Vigor (mit Mike Henderson, 1996)